# Kuznetsov NK-14
O Kuznetsov NK-14 foi um motor nuclear desenvolvido para ser usado a bordo da aeronave Tupolev Tu-119, um Tu-95 modificado. Foi criado e construído pela empresa aeronáutica Kuznetsov. O seu desenvolvimento foi suspenso depois do cancelamento do Tu-119, apesar de o seu design ser compatível para ser instalado dentro da fuselagem de um Tu-119.